# 福原隆善
福原 隆善（ふくはら りゅうぜん、1941年11月1日 - ）は、日本の仏教学者。佛教大学仏教学部仏教学科教授。専攻は仏教学・天台学。浄土宗大本山百万遍知恩寺第75世法主。

## 略歴
1964年、龍谷大学文学部卒業。1970年、龍谷大学大学院文学研究科博士課程単位取得満期退学。文学博士。佛教大学付属幼稚園の園長を経て佛教大学の学長を務めた。
2011年3月をもって同大学を定年退職。

## 著書

### 単著
- 『選択集論集』（知恩院浄土宗学研究所、1998年）
- 『觀念と稱名』上・下（佛教大学通信教育部、1999年）

### 共著
- 『浄土仏教の思想』第10巻 弁長・隆寛（講談社、1992年） - 「隆寛」を担当。「弁長」については梶村昇が著者。

### 訳書
- 『現代語訳一切経2　隋天台智者大師別伝』（大東出版社、1997年）

### 論文
- CiNii>福原隆善
- INBUDS>福原隆善